# Овсянкино (Великолукский район)
Овсянкино — деревня в Великолукском районе Псковской области России. Входит в состав сельского поселения «Успенская волость».
Расположена в 43 км к юго-востоку от райцентра Великие Луки и в 3 км к юго-востоку от волостного центра Успенское.

## Население
Численность населения деревни по состоянию на 2000 год составила 6 жителей, на 2010 год — 3 жителя.